# 本陣
本陣（ほんじん）は、 江戸時代以降の宿場で、身分が高い者が泊まった建物。大名や旗本、幕府役人、勅使、宮門跡らが利用した。「大旅籠屋」（おおはたごや）とも。原則として一般の者を泊めることは許されておらず、営業的な意味での「宿屋の一種」とはいえない。宿役人の問屋や村役人の名主などの居宅が指定されることが多かった。また、本陣に次ぐ格式の宿としては脇本陣があった。

## 概要

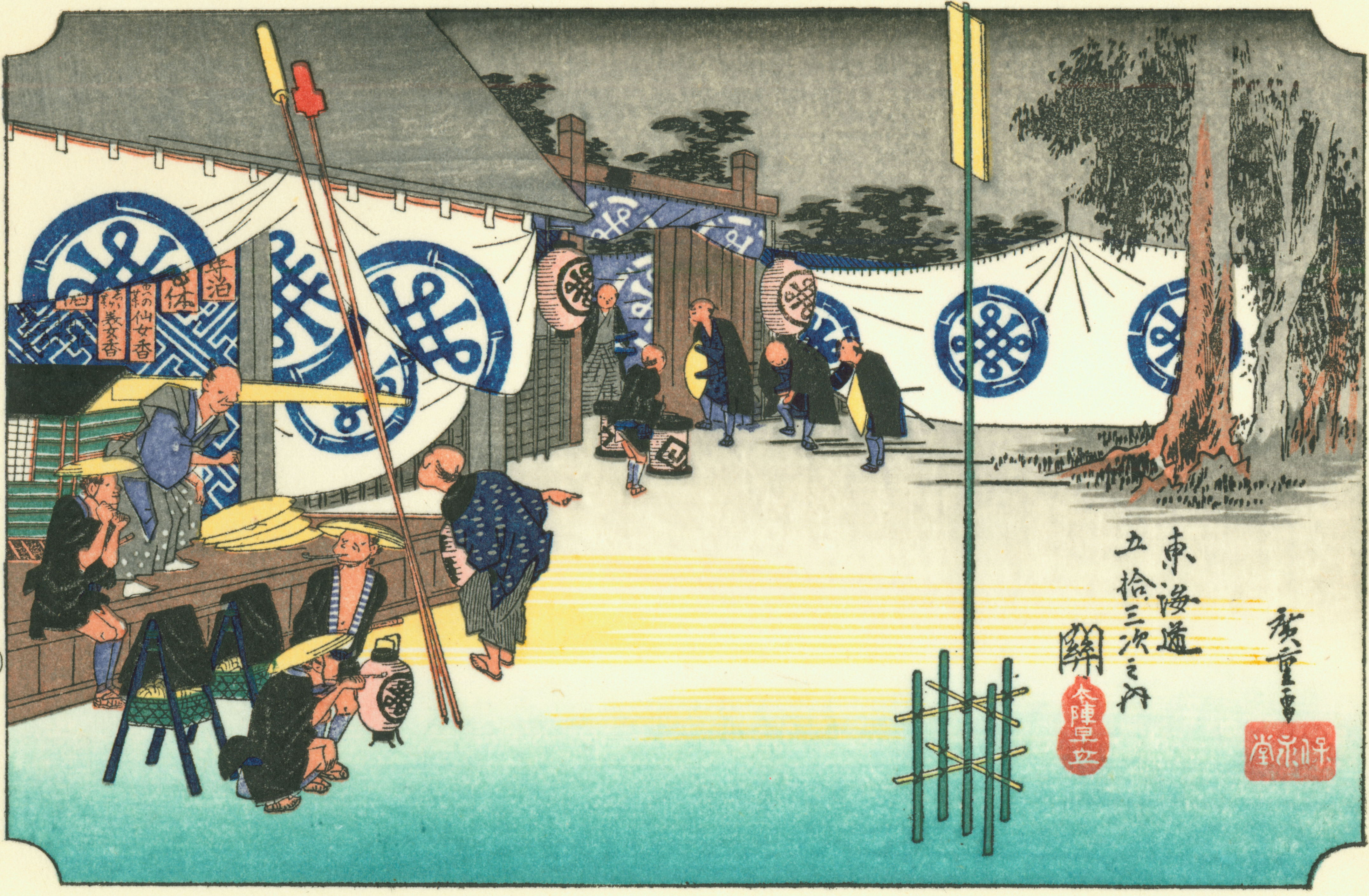
歌川広重『東海道五十三次』のうち「関」（画面右側が本陣の利用を知らせる関札）

本陣の由来については、南北朝時代や戦国時代に遡らせる説もあるが、明確なものとしては、寛永11年（1634年）に将軍徳川家光が上洛の際に宿泊予定の邸宅の主人を「本陣役・本陣職」に任命したのが起源とされ、翌年の参勤交代導入とともに制度化された。
本陣は、行程の都合などを勘案して指定された。そのため、宿泊に利用される本陣のほか、小休止などに使われる原則として宿泊はしない本陣が指定されることもあった。宿場町であっても前後の宿間距離が短い場合などには、本陣が置かれない場合もあった。
また、大名家などが懇意としている有力者の家を独自に指定することや、その宿場に宿泊する大名が多い場合に複数の本陣が指定されることがあった。前者の例としては、水戸街道・小金宿で公式には大塚家が本陣に指定されていたが、水戸藩は独自に日暮家を本陣として指定していた。後者の例としては、水戸街道・土浦宿で山口家と大塚家がともに本陣として指定されていた。
本陣の規模は、建坪200坪程度のものが多く、一般の旅籠屋には設置が許されていない表門、式台付玄関（しきだいつきげんかん）、上段の間を備えた。利用の原則は利用者1組貸し切りで、宿泊が重ならないように完全予約制としていた。先約で予約を断る際は、宿場内の別の本陣や脇本陣を案内していた。予約は先着順だが、天皇の使いである勅使や徳川御三家（尾張藩・紀州藩・水戸藩）は例外で予約は最優先とされた。
本陣が利用されるときは、広く知らせるため、表門に「関札（せきふだ）」と呼ばれる木製か紙製の看板が掲げられ、本陣利用者の名前、利用する日付などが示された。関札は利用者の家来によって利用日の数日前に行われる本陣での打ち合わせの際に持参された。
本陣には宿泊者から謝礼が支払われたが、それは対価ではなくあくまでも謝礼であり、必ずしも対価として十分なものとは言えなかったとされる。そこで本陣の指定に伴い、その家の主人には苗字帯刀、門や玄関、上段の間を設けることができるなどの特権が認められた。一方で、それらを名誉なこととして受け止め歓迎する向きもあったものの、出費がかさんだことで没落する家もあった。特に江戸時代後期になると、藩財政の悪化に伴う謝礼の減額や、本業である問屋や庄屋としての家業（商業や農業など）の不振による経営難で、元の本陣家が破綻して指定変えされたケースも少なくない。
仙台藩では本陣と同等の施設を「外人屋」と呼んでいた。
文久2年（1862年）の文久の改革によって参勤交代が形骸化し、更に明治維新によって参勤交代が行われなくなると本陣は有名無実となった。明治3年（1870年）に明治政府より本陣名目の廃止が通達されて、制度としての本陣は消滅した。

## 現存する本陣

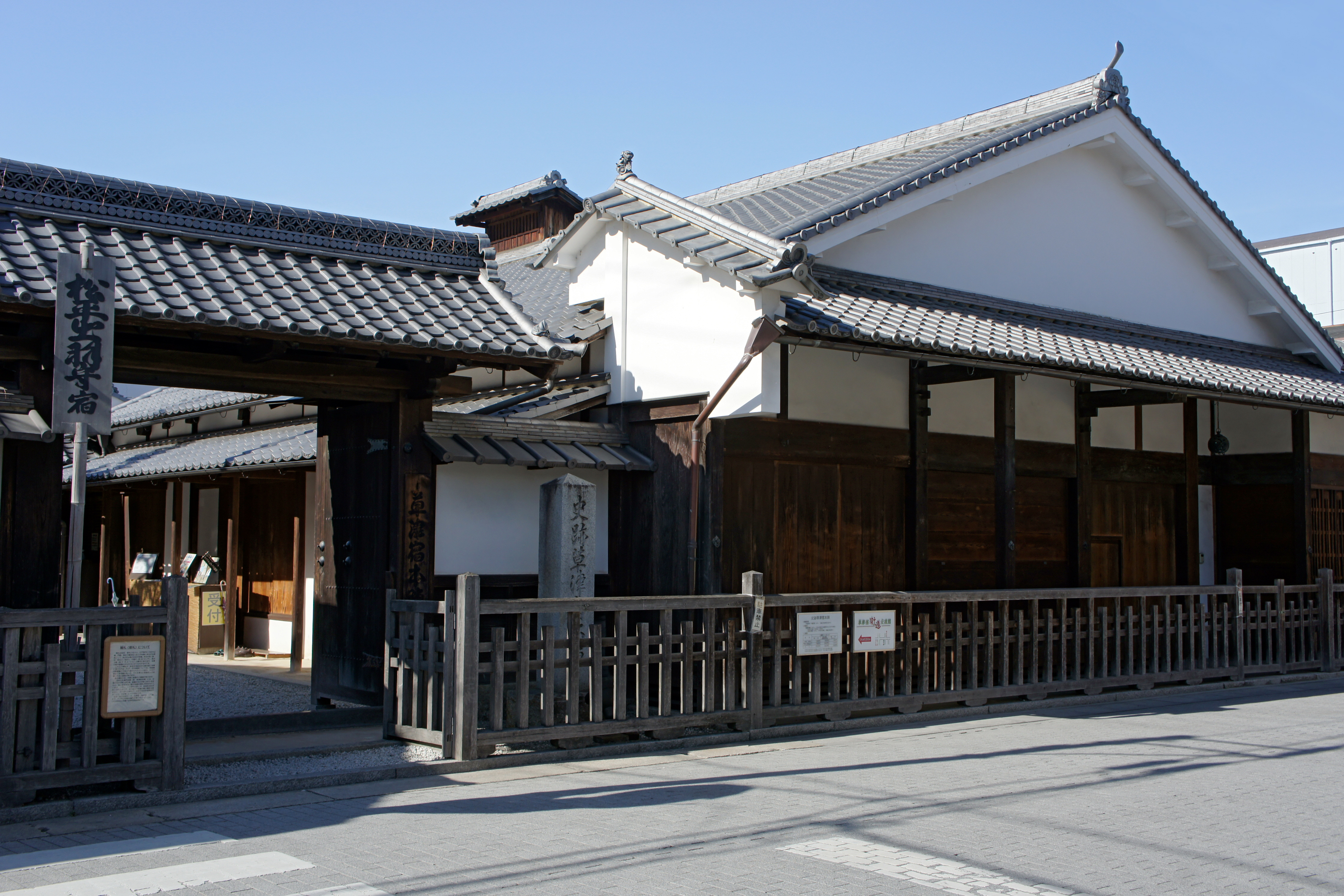
東海道 草津宿 本陣

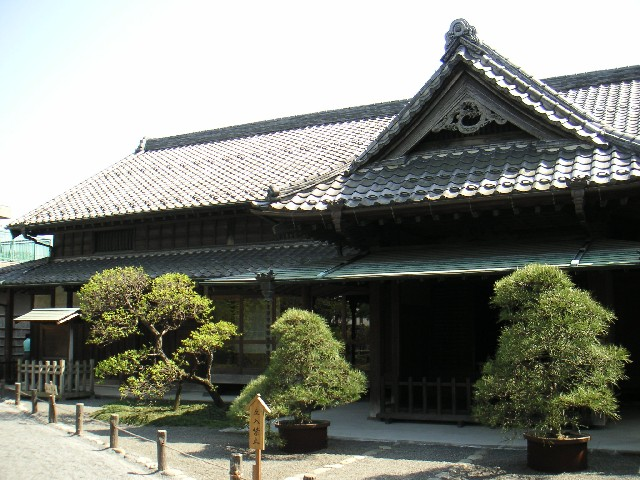
甲州街道 日野宿 本陣

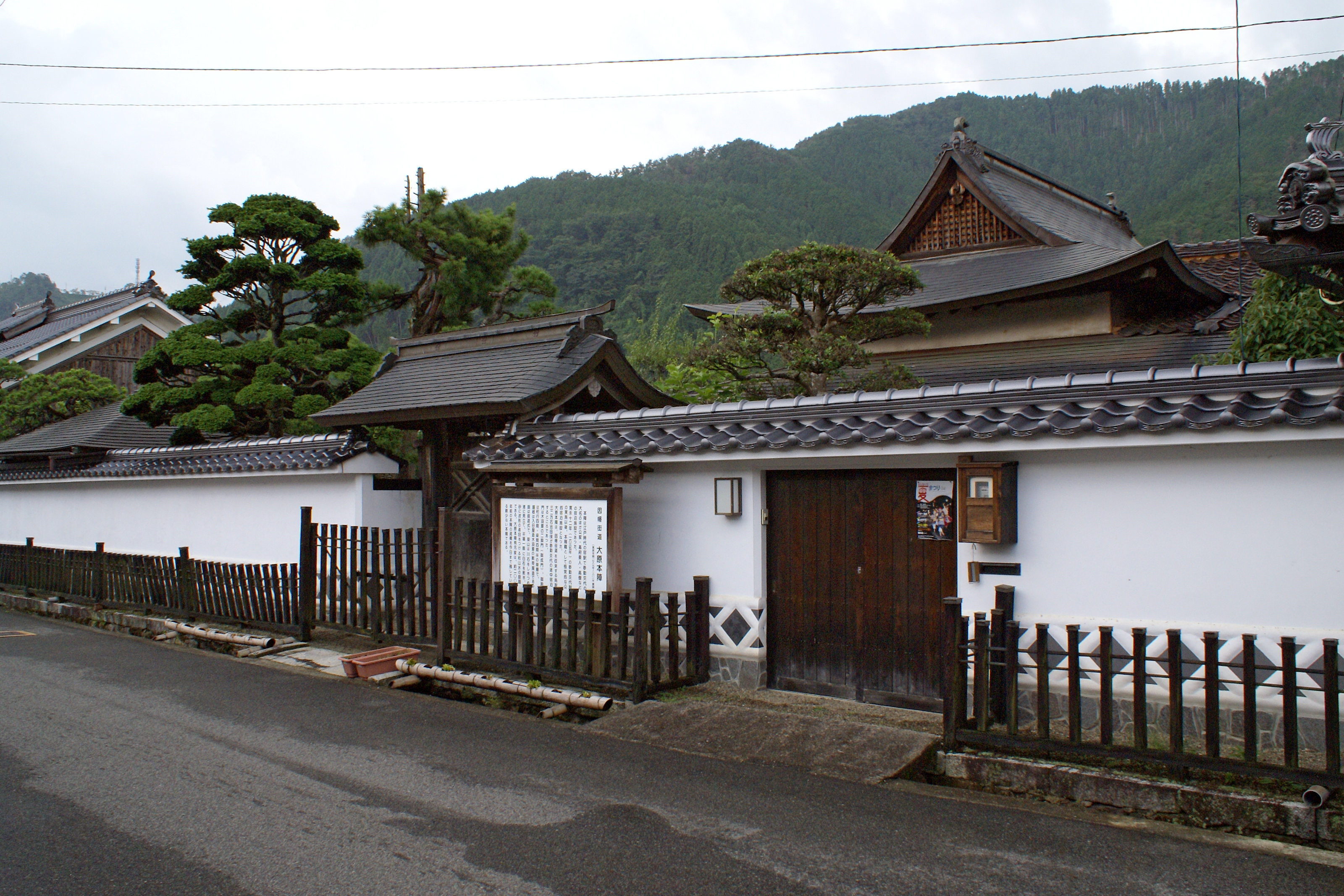
因幡街道 大原宿 本陣

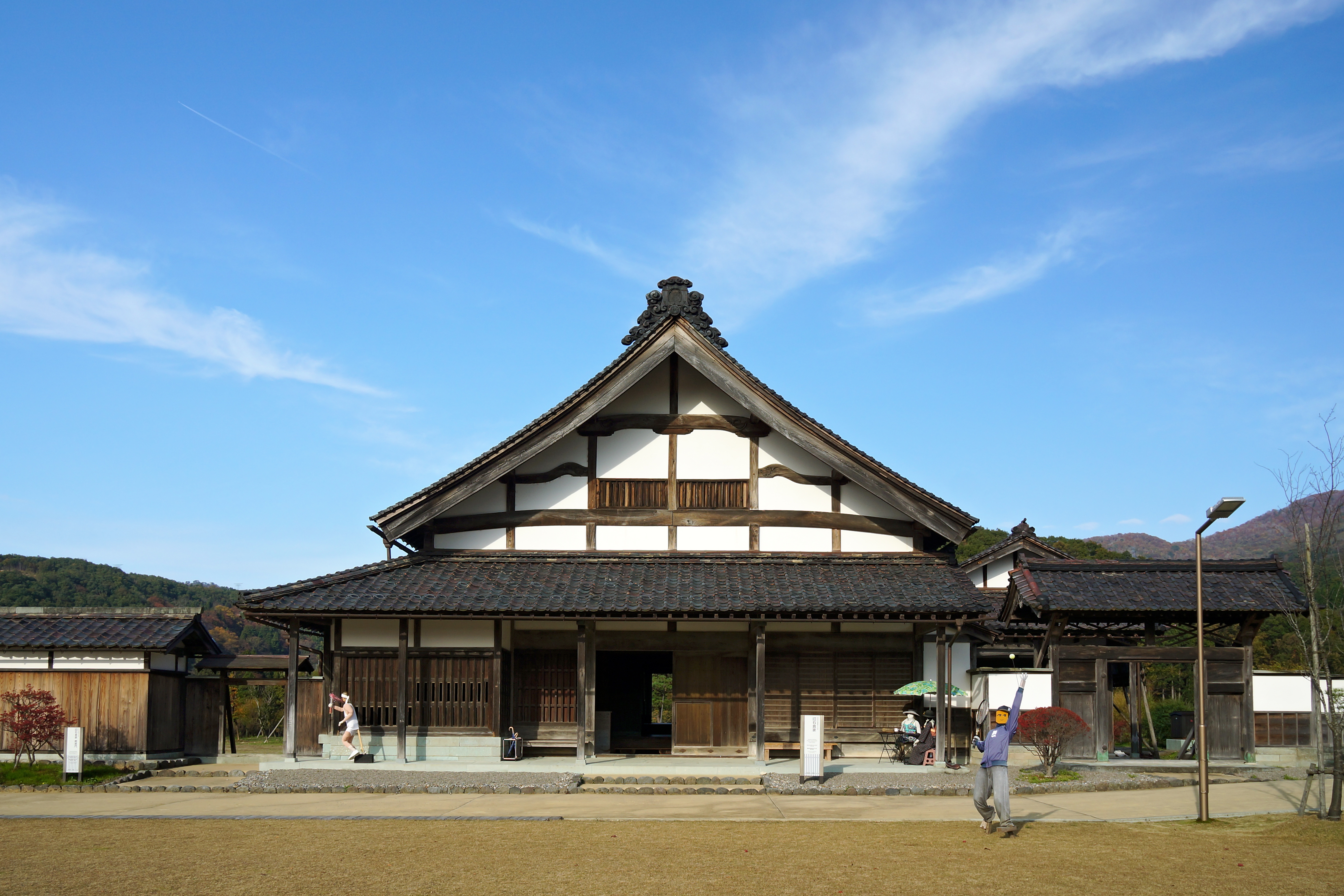
北陸道 鯖波本陣

本陣は、それぞれの地域の有力者の邸宅であったため明治維新後の宅地開発などで多くが取り壊されてしまった。開発に伴い新築・更新された事例のほか、敷地を利用して公的施設とされたのも多い。破却などを回避した建物は文化財としての維持保存が考えられるようになりつつある。観光資源として使われるようになったものもある。
記述は左から順に、街道名、本陣の名称、現在の所在地および特記事項を表す。特記事項として〈 〉で囲ったものは、ウェブサイトへのリンク（当該項目が無いもののみ）。なお、街道名も本陣の名も過去のものであり、現在は俗称である。したがって本来、現在名は全て「旧」を冠する（例：「旧・東海道、旧・草津宿本陣」「旧東海道、旧草津宿本陣」）。
2023年現在、7本陣7件の民家(脇陣屋3件は含めず)が重要文化財に指定されている。

### 公開されている本陣
五街道
- 東海道 草津宿本陣：滋賀県草津市。※右の画像。
- 東海道 二川宿本陣：愛知県豊橋市。
- 東海道 由比宿本陣：静岡県静岡市清水区。
- 中山道 下諏訪宿本陣：長野県下諏訪町。
- 中山道 和田宿本陣：長野県長和町。
- 中山道 桶川宿本陣：埼玉県桶川市。※期間公開。
- 甲州街道 日野宿本陣：東京都日野市。※右の画像。
- 甲州街道 小原宿本陣：神奈川県相模原市。
- 甲州街道 下花咲本陣：山梨県大月市｜旧下花咲本陣星野家住宅（重要文化財）
- 奥州街道 有壁宿本陣：宮城県栗原市有壁駅付近。

脇往還
- 大和街道 名手宿本陣：和歌山県紀の川市｜旧名手本陣妹背家住宅（重要文化財）。
- 西国街道（山陽道） 郡山宿本陣（椿本陣）：大阪府茨木市。※期間公開。
- 西国街道 矢掛宿本陣：岡山県矢掛町｜旧矢掛本陣石井家住宅（重要文化財）。
- 西国街道 神辺本陣：広島県旧神辺町川南、現・福山市神辺。※〈[5]〉
- 因幡街道 大原宿本陣：岡山県美作市大原。※右の画像。
- 山陰道 穴道宿八雲本陣：島根県松江市｜旧八雲本陣木幡家住宅（重要文化財）。※〈[6]〉
- 北陸道 糸魚川本陣：新潟県糸魚川市、加賀の井酒造。※〈[7]〉
- 北陸道 鯖波宿本陣：福井県南越前町から石川県金沢市へ移築｜旧鯖波本陣石倉家住宅（重要文化財）※右の画像。
- 水戸街道 取手宿本陣：茨城県取手市。
- 北国街道 善光寺宿本陣：長野県長野市｜御本陳藤屋。※〈[8]〉
- 北国街道 小諸宿本陣：長野県小諸市｜旧小諸本陣（重要文化財）。
- 美濃路 大垣宿本陣：岐阜県大垣市｜美濃路大垣宿本陣跡
- 白河街道 滝沢本陣：福島県会津若松市｜旧滝沢本陣横山家住宅（重要文化財）。

### 公開されていない本陣
脇往還
- 紀州街道 助松田中本陣：大阪府泉大津市。紀州徳川家や岸和田藩主・岡部氏が参勤交代の際に利用した庄屋、田中覚右衛門の屋敷。※〈[9]〉
- 水戸街道 中貫宿：茨城県土浦市。現存する建物は天狗党の乱の際に一度焼失、再建されたもので元治元年（1864年）の建築。平成20年（2008年）時点も個人の所有する現住建造物になっており内部の見学はできない。
- 北国街道 伊部宿伊部本陣：滋賀県長浜市湖北町。上り専用本陣。
- 萩往還 宮市本陣兄部家：山口県防府市。国指定文化財。寛政元年（1789年）の大火で類焼した後に再建されたが、平成23年（2011年）に火災で再び焼失。現在は門など一部施設を残し調査・記録事業が行われている。
- 山陰道 樫原本陣：京都市西京区樫原。京都市指定有形文化財玉村家住宅。